# Worobijiwka (rejon biłohirski)
Worobijiwka (ukr. Воробіївка) – wieś na Ukrainie, w obwodzie chmielnickim, w rejonie biłohirskim. W 2001 roku liczyła 450 mieszkańców.
Pod koniec XIX w. wieś w powiecie ostrogskim, w gminie Semenów.